# Национальная система аэропортов (Канада)
Национальная система аэропортов Канады (NAS) — перечень коммерческих аэропортов Канады, имеющих годовой пассажирооборот в 200 тысяч человек, либо обслуживающих регулярные рейсы в административные центры провинций и территорий страны.
Любой аэропорт Канады, достигший показателя пассажирского оборота в 200 и более тысяч человек в год и сохраняющий его в течение трёх лет, автоматически добавляется в список NAS. В случае, если аэропорт не является административным центром провинции или территории и в течение трёх лет подряд объём обслуженных им пассажиров находится ниже уровня в 200 тысяч человек, такой аэропорт автоматически исключается из списка NAS.
Национальная система аэропортов Канады была введена в действие в 1994 году как часть предложенной правительством страны Национальной программы аэропортов Канады. Все воздушные объекты, входящие в Национальную систему NAS, являются собственностью Министерства транспорта Канады и сдаются правительством в аренду властям местных самоуправлений.
По состоянию на конец 2007 года в перечень NAS входили 26 аэропортов Канады, обслуживавшие до 94 % всех регулярных пассажирских и грузовых авиаперевозок страны.

## Аэропорты NAS
Ниже приведён список 26 аэропортов страны, входивших в Национальную систему аэропортов Канады по состоянию на 1 апреля 2007 года:
- Британская Колумбия
  - Международный аэропорт Келоуна (YLW)
  - Аэропорт Принс-Джордж (YXS)
  - Международный аэропорт Ванкувер (YVR)
  - Международный аэропорт Виктория (YYJ)

- Альберта
  - Международный аэропорт Калгари (YYC)
  - Международный аэропорт Эдмонтон (YEG)

- Саскачеван
  - Международный аэропорт Реджайна (YQR)
  - Международный аэропорт Саскатун имени Джона Г. Дифенбейкера (YXE)

- Манитоба
  - Международный аэропорт Виннипега имени Джеймса Армстронга Ричардсона (YWG)

- Онтарио
  - Международный аэропорт Лондон (YXU)
  - Международный аэропорт Оттавы имени Макдональда-Картье (YOW)
  - Международный аэропорт Тандер-Бей (YQT)
  - Международный аэропорт Торонто Пирсон (YYZ)

- Квебек
  - Международный аэропорт имени Пьера Эллиота Трюдо (YUL)
  - Международный аэропорт Монреаль/Мирабель (YMX)
  - Международный аэропорт Квебек-сити имени Жана Лесажа (YQB)

- Нью-Брансуик
  - Международный аэропорт Фредериктон (YFC)
  - Международный аэропорт Большой Монктон (YQM)
  - Аэропорт Сент-Джон (YSJ)

- Новая Шотландия
  - Международный аэропорт Галифакс Стэнфилд (YHZ)

- Остров Принца Эдуарда
  - Аэропорт Шарлоттаун (YYG)

- Ньюфаундленд и Лабрадор
  - Международный аэропорт Гандер (YQX)
  - Международный аэропорт Сент-Джонс (YYT)

- Нунавут
  - Аэропорт Икалуит (YFB)

- Северо-Западные территории
  - Аэропорт Йеллоунайф (YZF)

- Юкон
  - Международный аэропорт Уайтхорс (YXY)